# Пјанело дел Ларио
Пјанело дел Ларио (итал. Pianello del Lario) је насеље у Италији у округу Комо, региону Ломбардија.
Према процени из 2011. у насељу је живело 1030 становника. Насеље се налази на надморској висини од 218 м.

## Становништво
Према резултатима пописа становништва 2011. у општини је живело 1.041 становника.
| 1931. | 1936. | 1951. | 1961. | 1971. | 1981. | 1991. | 2001. | 2011. |
| ----- | ----- | ----- | ----- | ----- | ----- | ----- | ----- | ----- |
| 1.108 | 1.125 | 1.210 | 1.203 | 1.151 | 1.081 | 1.037 | 1.030 | 1.041 |